# Magyar labdarúgó-válogatott
A magyar labdarúgó-válogatott Magyarország nemzeti csapata, amelyet a Magyar Labdarúgó-szövetség irányít. A válogatott legnagyobb sikereit 1938 és 1968 között aratta: az 1938-as és 1954-es világbajnokságon ezüstérmesként, az 1964-es Eb-n bronzérmesként zárt. Emellett aranyérmet szerzett az 1952-es, az 1964-es és az 1968-as olimpián. A magyar válogatott tartja a leghosszabb idejű veretlenségi sorozatot a világon: 1950. június 4-e és 1954. június 30-a között 30 mérkőzésen nem szenvedett vereséget.
A 20. században sikert sikerre halmozó csapat 1986 után 30 éven át nem tudta kvalifikáltatni magát nemzetközi sporteseményre. Ez az átok 2016-ban tört meg, amikor a csapat kijutott a 2016-os Eb-re. Ott az első helyen jutott tovább a csoportjából, de a nyolcaddöntőben Belgiumtól 4–0-s vereséget szenvedett. A nemzeti együttes az elmúlt időszak legjobb FIFA-világranglista helyezését 2016. március 7-én érte el, amikor a 18. helyen állt.

## Története
A magyar labdarúgó-válogatott története gazdag múltra tekint vissza. Az első „footballt” Esterházy Miksa hozta be 1875-ben, mint a Monarchia attaséja. 1901. január 19-én alakult meg a Magyar Labdarúgók Szövetsége (MLSZ). Az alapító egyesületeket két osztályba sorolták be és elindult az első magyar bajnokság. Az első bajnoki labdarúgó-mérkőzést a BTC és a BSC csapatai játszották. A válogatott első nemzetközi mérkőzése 1901. április 11-én volt. Az ellenfél egy angol klubcsapat, a Richmond AFC volt, az összecsapás 4–0-s vereséggel zárult. Az első nemzetközi válogatott mérkőzés 1903. április 5-én  volt Csehország csapata ellen. Az első hivatalos válogatott gól szerzője dr. Borbás Gáspár volt. Ezzel a magyar válogatott lett a 10. válogatott a nemzetközi labdarúgóvilágban, a csehek pedig a 11. válogatott. 1907-ben, a FIFA elismerte a szövetség önállóságát és felvette Magyarországot tagjai sorába. Az első világháború keresztbe vágta a virágzó magyar labdarúgás történetét. Magyarországon Hadi bajnokság jött létre. A fronton is rendszeresek voltak a foci meccsek, a hadifogolytáborokban jöttek létre csapatok, egyesületek. 1920-as olimpia megrendezési jogától megfosztották Budapestet és helyette Belgium rendezte meg. Ráadásul a NOB döntése alapján a központi hatalmak országainak (Ausztria, Bulgária, Magyarország, Németország és Törökország) sportolói nem vehettek részt.

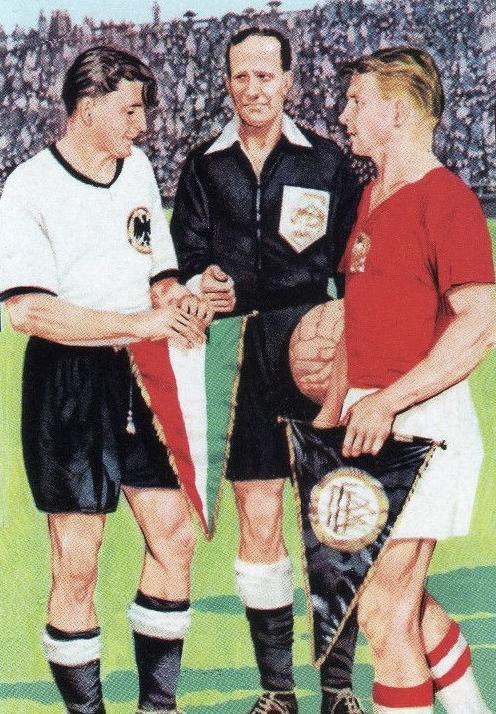
Fritz Walter és Puskás Ferenc az 1954-es világbajnokság döntőjében

Az 1938-as labdarúgó-világbajnokságon a válogatott ezüstérmet, az 1952. évi olimpiai labdarúgó tornán aranyérmet szerzett. Egy évvel később európa kupát nyert a csapat az olaszok elleni döntőt követően. 1953. november 25-én játszották Londonban „az évszázad mérkőzése”-ként is emlegetett Anglia–Magyarország derbit. A találkozót nagy várakozás kísérte, hiszen az angol csapat hazai pályán ekkor már 90 éve veretlen volt (kivéve a brit szigetek csapatait). A Wembley-stadion 105 000 nézője már az első percben magyar gólt láthatott, hiszen Hidegkuti Nándor betalált Merrick kapujába. Ebben a félidőben még 5 gólt láthatott a közönség, hiszen a magyar csapatból még betalált Hidegkuti a 22., Puskás a 25. és a 29. percben, valamint az angolok közül Sewell a 14., Mortensen a 38. percben, így az eredményjelző 45 percnyi játék után 4:2-es állást mutatott a javunkra. Puskás Ferenc azóta is legendás gólja a 25. percben esett meg, mégpedig egy parádés támadás befejezéseképpen. A vége 6:3 lett és az Aranycsapat sporttörténelmet írt. A budapesti visszavágót kevesebbet emlegetik, pedig azon az angolok legrosszabb rémálmai váltak valóra: a magyarok 7:1-re legázolták őket, ahogy az akkori pesti vicc mondta: "Az angolok egy hétre jöttek és 7:1-re mentek". Máig ez az angol labdarúgó-válogatott legnagyobb arányú veresége.
Az 1954-es labdarúgó-világbajnokságon a magyar csapat másodszor jutott döntőbe. A világbajnoki döntő találkozón elszenvedett 3-2-es vereség után az aranycsapat addig létezett, amíg az 1956-os forradalom ki nem tört. A válogatott gerincét adó Honvéd játékosai ekkor Európa Kupa-mérkőzésen vendégszerepelt Spanyolországban. A bizonytalan helyzet miatt vártak a hazatéréssel, illetve beiktattak egy dél-amerikai túrát. Mire véget ért a túra a szovjet csapatok leverték a forradalmat, játékosaink pedig rettegtek a megtorlástól. A Honvéd két részre szakadt azokra a játékosokra, akik hazatértek (Bozsik József, Grosics Gyula) és azokra, akik külföldön maradtak (Puskás Ferenc, Kocsis Sándor, Czibor Zoltán). Ezzel végérvényesen befejeződött az Aranycsapat pályafutása.
A római olimpián Baróti Lajos vezette ki a csapatot, ahol a dobogó harmadik fokát érte el a csapat a jugoszlávok és a dánok mögött. Az 1964-es labdarúgó-Európa-bajnokságon bronzérmet szereztünk. Az 1964. évi nyári olimpiai játékokon ismét olimpiai aranyérmet szerzett a magyar csapat, 1968-ban pedig meg tudta védeni bajnoki címét. Ezzel egyedüli csapatként háromszor nyert aranyat olimpián. A 72-es Európa-bajnokságon 4. a 72-es olimpián 2. lett a csapat.
1985-ben csoportelsőként jutott a válogatott a mexikói világbajnokságra, ahol azonban csúfos kudarcot vallott. Ezután 30 éven át nem jutott ki a csapat egyetlen nemzetközi világversenyre sem. A kínosan hosszú csend 2016-ban szakadt meg, amikor kijutottunk a 2016-os Európa-bajnokságra, ahol a nyolcaddöntőig sikerült eljutni. 2020-ban a koronavírus-járvány miatt az Európa-bajnoki pótselejtezők csak az év második felében kerültek megrendezésre, míg a kontinenstornát a következő évre halasztották. A 2020–2021-es Nemzetek Ligája B ligájában a magyar válogatott az oroszokkal, szerbekkel és a törökökkel került egy csoportba. A csoportot első helyen zárták, ezzel feljutottak az A ligába. 2020 őszén az elhalasztott Eb-pótselejtezőn előbb Bulgáriát idegenben, majd Izlandot hazai pályán legyőzve a válogatott kiharcolta az Európa-bajnokságon való szereplés jogát. A hónap végén a csapat utolsó két Nemzetek Ligája-mérkőzésén négy pontot szerzett a szerbek és a törökök ellen, ezzel pedig feljutott az A-divízióba.

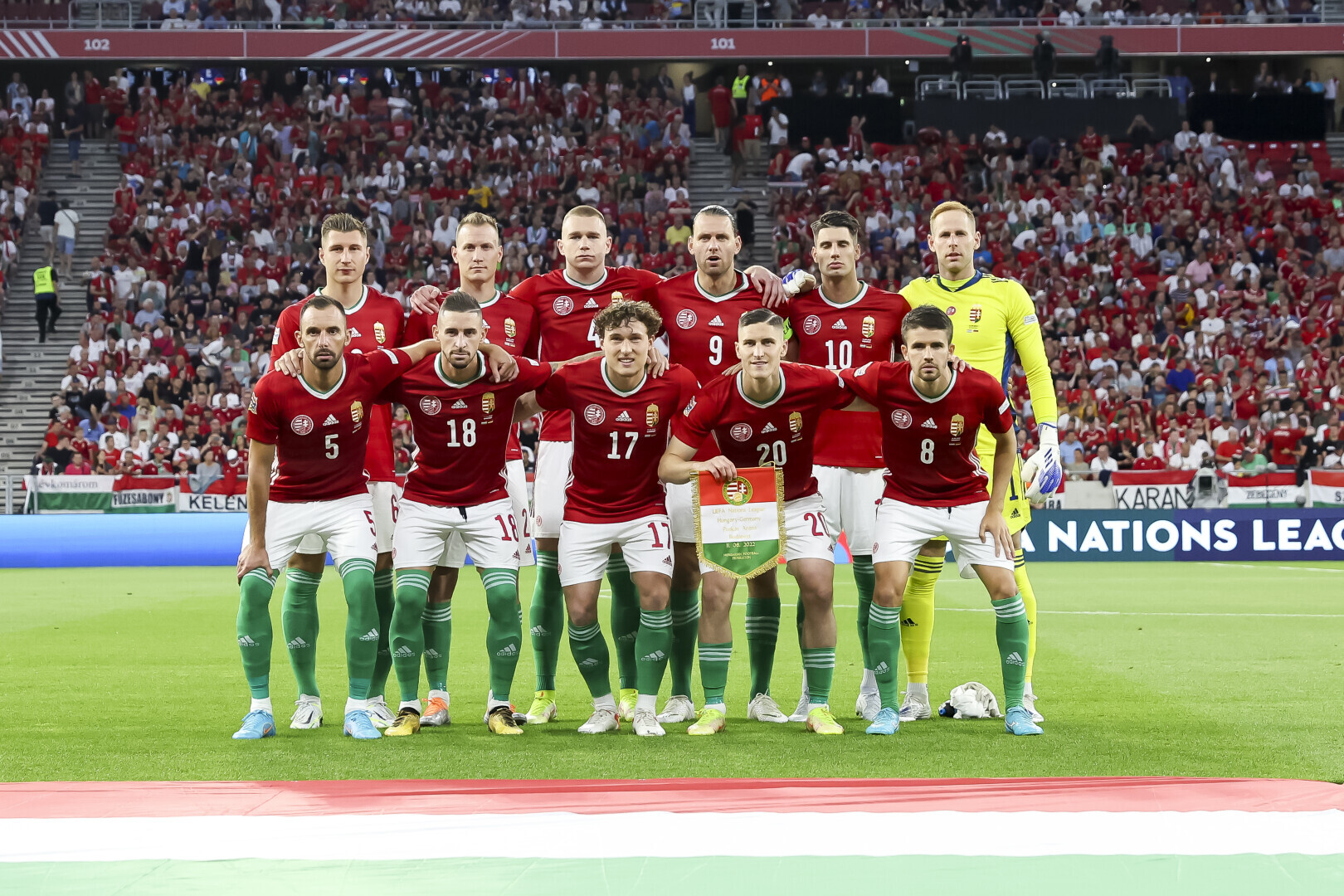
A magyar válogatott 2022-ben

Az Európa-bajnokságon az ellenfelek sorrendben az Eb-címvédő Portugália, az aktuális világbajnok Franciaország és Németország voltak. A portugálok ellen a 84. perc után kapott három góllal 3–0-s vereséget szenvedett a válogatott. A franciák ellen az első félidő végén szerzett góllal a 66. percig előnyben játszott a csapat, a végeredmény 1–1 lett. A németek ellen győzni kellett a továbbjutáshoz. A 11. percben szerzett gól után a 66. percig tartott az előny, majd a németek egyenlítését követően rögtön újabb góllal visszavette a vezetést a magyar válogatott. A németek csak a 84. percben tudtak egyenlíteni, ami számukra a kiesés elkerülését és a továbbjutást jelentette. A válogatott két döntetlennel és egy vereséggel esett ki az Eb-ről.
2021-ben a 2022-es vb-selejtezőkön a válogatottnak többek között Angliával, Lengyelországgal és Albániával kellett játszania, végül e három csapat mögött a csoport negyedik helyén zártak. 2022-ben a válogatott a Nemzetek Ligájában már az A ligában szerepelt, az olaszokkal, németekkel és az angolokkal egy csoportban. A csoportban 10 pontot szerezve a második helyen végeztek, Angliát kétszer legyőzték, a németek ellen pedig 4 pontot szereztek. Az eredménynek köszönhetően a 2024-es Eb-selejtező sorsolásán az 1. kalapba került a válogatott, amire korábban sosem volt példa.

## Mérkőzései
A magyar válogatottnak eddig 1001 mérkőzése volt.
| M    | Gy  | D   | V   | G+   | G–   | Gk   |
| ---- | --- | --- | --- | ---- | ---- | ---- |
| 1001 | 471 | 218 | 312 | 2003 | 1470 | +533 |

Az alábbiakban olvasható a válogatott 2024. március 22. óta lejátszott összes mérkőzése.
      Győzelem
      Döntetlen
      Vereség
Az időpontok helyi idő szerint, zárójelben magyar idő szerint értendők.
2024
| 2024. március 22. 987. – felkészülési | Magyarország              | 1–0               | Törökország | Budapest                                                                         |  |
| 20:45                                 | Szoboszlai 48' (11-esből) | (0–0) Jegyzőkönyv |             | Stadion: Puskás Aréna Nézőszám: 58 000 Játékvezető: Bartosz Frankowski (lengyel) |  |

| 2024. március 26. 988. – felkészülési | Magyarország                | 2–0               | Koszovó | Budapest                                                                   |  |
| 19:00                                 | Szoboszlai 58' Nagy Zs. 86' | (0–0) Jegyzőkönyv |         | Stadion: Puskás Aréna Nézőszám: 56 000 Játékvezető: Ovidiu Hațegan (román) |  |

| 2024. június 4. 989. – felkészülési | Írország               | 2–1               | Magyarország | Dublin                                                                       |  |
| 20:45 (19:45 UTC+1)                 | Idah 36' Parrott 90+2' | (1–1) Jegyzőkönyv | Lang 40'     | Stadion: Aviva Stadion Nézőszám: 29 424 Játékvezető: Luís Godinho (portugál) |  |

| 2024. június 8. 990. – felkészülési | Magyarország             | 3–0               | Izrael | Debrecen                                                                            |  |
| 18:00                               | Sallai 11' Varga 19' 22' | (3–0) Jegyzőkönyv |        | Stadion: Nagyerdei stadion Nézőszám: 19 900 Játékvezető: Cláudio Pereira (portugál) |  |

| 2024. június 15. 991. – 2024-es Eb, A csoport | Magyarország | 1–3               | Svájc                               | Köln                                                                               |  |
| 15:00                                         | Varga 66'    | (0–2) Jegyzőkönyv | Duah 12' Aebischer 45' Embolo 90+3' | Stadion: RheinEnergieStadion Nézőszám: 41 676 Játékvezető: Slavko Vinčić (szlovén) |  |

| 2024. június 19. 992. – 2024-es Eb, A csoport | Németország              | 2–0   | Magyarország | Stuttgart                                                                |  |
| 18:00                                         | Musiala 22' Gündoğan 67' | (1–0) |              | Stadion: MHPArena Nézőszám: 54 000 Játékvezető: Danny Makkelie (holland) |  |

| 2024. június 23. 993. – 2024-es Eb, A csoport | Skócia | 0–1               | Magyarország   | Stuttgart                                                                |  |
| 21:00                                         |        | (0–0) Jegyzőkönyv | Csoboth 90+10' | Stadion: MHPArena Nézőszám: 54 000 Játékvezető: Facundo Tello (argentin) |  |

| 2024. szeptember 7. 994. – 2024–2025-ös NL (A) | Németország                                                            | 5–0               | Magyarország | Düsseldorf                                                                         |  |
| 20:45                                          | Füllkrug 27' Musiala 58' Wirtz 66' Pavlović 77' Havertz 81' (11-esből) | (1–0) Jegyzőkönyv |              | Stadion: Merkur Spiel-Arena Nézőszám: 49 235 Játékvezető: Clément Turpin (francia) |  |

| 2024. szeptember 10. 995. – 2024–2025-ös NL (A) | Magyarország | 0–0         | Bosznia-Hercegovina | Budapest                                                                |  |
| 20:45                                           |              | Jegyzőkönyv |                     | Stadion: Puskás Aréna Nézőszám: 46 443 Játékvezető: Marco Guida (olasz) |  |

| 2024. október 11. 996. – 2024–2025-ös NL (A) | Magyarország | 1–1               | Hollandia    | Budapest                                                                     |  |
| 20:45                                        | Sallai 32'   | (1–0) Jegyzőkönyv | Dumfries 83' | Stadion: Puskás Aréna Nézőszám: 55 300 Játékvezető: Lukas Fähndrich (svájci) |  |

| 2024. október 14. 997. – 2024–2025-ös NL (A) | Bosznia-Hercegovina | 0–2               | Magyarország                  | Zenica                                                                            |  |
| 20:45                                        |                     | (0–1) Jegyzőkönyv | Szoboszlai 38' 50' (11-esből) | Stadion: Bilino Polje Stadion Nézőszám: 8 329 Játékvezető: Anthony Taylor (angol) |  |

| 2024. november 16. 998. – 2024–2025-ös NL (A) | Hollandia                                                                    | 4–0               | Magyarország | Amszterdam                                                                             |  |
| 20:45                                         | Weghorst 21' (11-esből) Gakpo 45+12' (11-esből) Dumfries 64' Koopmeiners 86' | (2–0) Jegyzőkönyv |              | Stadion: Johan Cruijff Arena Nézőszám: 51 611 Játékvezető: Jesús Gil Manzano (spanyol) |  |

| 2024. november 19. 999. – 2024–2025-ös NL (A) | Magyarország                | 1–1               | Németország | Budapest                                                                  |  |
| 20:45                                         | Szoboszlai 90+9' (11-esből) | (0–0) Jegyzőkönyv | Nmecha 76'  | Stadion: Puskás Aréna Nézőszám: 53 300 Játékvezető: Duje Strukan (horvát) |  |

2025
| 2025. március 20. 1000. – 2024–2025-ös NL (A/B) | Törökország                             | 3–1               | Magyarország | Isztambul                                                                |  |
| 20:00 (18:00)                                   | Kökçü 9' Aktürkoğlu 69' Can Kahveci 75' | (1–1) Jegyzőkönyv | Schäfer 25'  | Stadion: Rams Park Nézőszám: 40 000 Játékvezető: Ivan Kružliak (szlovák) |  |

| 2025. március 23. 1001. – 2024–2025-ös NL (A/B) | Magyarország | 0–3               | Törökország                                      | Budapest                                                                 |  |
| 18:00                                           |              | (0–2) Jegyzőkönyv | Çalhanoğlu 37' (11-esből) Güler 39' Bardakcı 90' | Stadion: Puskás Aréna Nézőszám: 57 861 Játékvezető: Felix Zwayer (német) |  |

| 2025. június 6. 1002. – felkészülési | Magyarország | 0–2               | Svédország           | Budapest                                                                     |  |
| 19:30                                |              | (0–0) Jegyzőkönyv | Nygren 49' Ayari 65' | Stadion: Puskás Aréna Nézőszám: 55 000 Játékvezető: Atilla Karaoğlan (török) |  |

| 2025. június 10. 1003. – felkészülési | Azerbajdzsán | 1–2               | Magyarország            | Baku                                                                           |  |
| 20:00 (18:00)                         | Dadashov 7'  | (1–2) Jegyzőkönyv | Varga 5' Szoboszlai 33' | Stadion: Dalga Arena Nézőszám: 1 200 Játékvezető: Viktor Shimusik (fehérorosz) |  |

Soron következő mérkőzések
| 2025. szeptember 6. 1004. – 2026-os vb-selejtező | Írország | – | Magyarország |  |
| 20:45 (19:45 UTC+1)                              |          |   |              |  |

| 2025. szeptember 9. 1005. – 2026-os vb-selejtező | Magyarország | – | Portugália |  |
| 20:45                                            |              |   |            |  |

| 2025. október 11. 1006. – 2026-os vb-selejtező | Magyarország | – | Örményország |  |
| 18:00                                          |              |   |              |  |

| 2025. október 14. 1007. – 2026-os vb-selejtező | Portugália | – | Magyarország |  |
| 20:45                                          |            |   |              |  |

| 2025. november 13. 1008. – 2026-os vb-selejtező | Örményország | – | Magyarország |  |
| 18:00 (21:00 UTC+4)                             |              |   |              |  |

| 2025. november 16. 1009. – 2026-os vb-selejtező | Magyarország | – | Írország |  |
| 15:00                                           |              |   |          |  |

## Nemzetközi eredmények
| Labdarúgó-világbajnokság - Ezüstérmes: 2 alkalommal (1938, 1954) Labdarúgó-Európa-bajnokság - Bronzérmes: 1 alkalommal (1964) Olimpiai játékok - Aranyérmes: 3 alkalommal (1952, 1964, 1968) - Ezüstérmes: 1 alkalommal (1972) - Bronzérmes: 1 alkalommal (1960) Európa-kupa - Aranyérmes: 1 alkalommal (1948–53) - Ezüstérmes: 1 alkalommal (1955–60) - Bronzérmes: 2 alkalommal (1931–32, 1933–35) | Nehru-kupa - Aranyérmes: 2 alkalommal (1983, 1989) - Ezüstérmes: 1 alkalommal (1991) LG-kupa - Aranyérmes: 1 alkalommal (1998) Kirin-kupa - Aranyérmes: 1 alkalommal (1993) Balkán-bajnokság - Aranyérmes: 1 alkalommal (1947) Duna-kupa - Aranyérmes: 1 alkalommal (1940) | Wagner-trófea - Aranyérmes: 1 alkalommal (1914) Cyprus International Football Tournament - Ezüstérmes: 1 alkalommal (2004) - Bronzérmes: 1 alkalommal (2007) Torneo Internacional México-85 - Ezüstérmes: 1 alkalommal (1985) Király-kupa - Bronzérmes: 1 alkalommal (2004) |

### Világbajnokság
Ezüstérem
| Világbajnokság | Világbajnokság      | Világbajnokság      | Világbajnokság      | Világbajnokság      | Világbajnokság      | Világbajnokság      | Világbajnokság      | Világbajnokság      | Világbajnokság      | Selejtezők                      | Selejtezők                      | Selejtezők                      | Selejtezők                      | Selejtezők                      | Selejtezők                      | Selejtezők                      |                                 |
| Év             | Eredmény            | H.                  | M                   | Gy                  | D                   | V                   | G+                  | G–                  | Keret               | H.                              | M                               | Gy                              | D                               | V                               | G+                              | G–                              |                                 |
| -------------- | ------------------- | ------------------- | ------------------- | ------------------- | ------------------- | ------------------- | ------------------- | ------------------- | ------------------- | ------------------------------- | ------------------------------- | ------------------------------- | ------------------------------- | ------------------------------- | ------------------------------- | ------------------------------- | ------------------------------- |
| 1930           | nem indult          | nem indult          | nem indult          | nem indult          | nem indult          | nem indult          | nem indult          | nem indult          | nem indult          | nem indult                      | nem indult                      | nem indult                      | nem indult                      | nem indult                      | nem indult                      | nem indult                      |                                 |
| 1934           | Negyeddöntő         | 6.                  | 2                   | 1                   | 0                   | 1                   | 5                   | 4                   | Keret               | 1.                              | 2                               | 2                               | 0                               | 0                               | 8                               | 2                               |                                 |
| 1938           | Ezüstérem           | 2.                  | 4                   | 3                   | 0                   | 1                   | 15                  | 5                   | Keret               | 1.                              | 1                               | 1                               | 0                               | 0                               | 11                              | 1                               |                                 |
| 1950           | nem indult          | nem indult          | nem indult          | nem indult          | nem indult          | nem indult          | nem indult          | nem indult          | nem indult          |                                 |                                 |                                 |                                 |                                 |                                 |                                 |                                 |
| 1954           | Ezüstérem           | 2.                  | 5                   | 4                   | 0                   | 1                   | 27                  | 10                  | Keret               | automatikusan kijutott          | automatikusan kijutott          | automatikusan kijutott          | automatikusan kijutott          | automatikusan kijutott          | automatikusan kijutott          | automatikusan kijutott          |                                 |
| 1958           | Csoportkör          | 10.                 | 4                   | 1                   | 1                   | 2                   | 7                   | 5                   | Keret               | 1.                              | 4                               | 3                               | 0                               | 1                               | 12                              | 4                               |                                 |
| 1962           | Negyeddöntő         | 5.                  | 4                   | 2                   | 1                   | 1                   | 8                   | 3                   | Keret               | 1.                              | 4                               | 3                               | 1                               | 0                               | 11                              | 5                               |                                 |
| 1966           | Negyeddöntő         | 6.                  | 4                   | 2                   | 0                   | 2                   | 8                   | 7                   | Keret               | 1.                              | 4                               | 3                               | 1                               | 0                               | 8                               | 3                               |                                 |
| 1970           | nem jutott ki       | nem jutott ki       | nem jutott ki       | nem jutott ki       | nem jutott ki       | nem jutott ki       | nem jutott ki       | nem jutott ki       | nem jutott ki       | Rájátszás                       | 7                               | 4                               | 1                               | 2                               | 17                              | 11                              |                                 |
| 1974           | nem jutott ki       | nem jutott ki       | nem jutott ki       | nem jutott ki       | nem jutott ki       | nem jutott ki       | nem jutott ki       | nem jutott ki       | nem jutott ki       | 3.                              | 6                               | 2                               | 4                               | 0                               | 12                              | 7                               |                                 |
| 1978           | Csoportkör          | 15.                 | 3                   | 0                   | 0                   | 3                   | 3                   | 8                   | Keret               | Pótselejtező                    | 6                               | 4                               | 1                               | 1                               | 15                              | 6                               |                                 |
| 1982           | Csoportkör          | 14.                 | 3                   | 1                   | 1                   | 1                   | 12                  | 6                   | Keret               | 1.                              | 8                               | 4                               | 2                               | 2                               | 13                              | 8                               |                                 |
| 1986           | Csoportkör          | 18.                 | 3                   | 1                   | 0                   | 2                   | 2                   | 9                   | Keret               | 1.                              | 6                               | 5                               | 0                               | 1                               | 12                              | 4                               |                                 |
| 1990           | nem jutott ki       | nem jutott ki       | nem jutott ki       | nem jutott ki       | nem jutott ki       | nem jutott ki       | nem jutott ki       | nem jutott ki       | nem jutott ki       | 3.                              | 8                               | 2                               | 4                               | 2                               | 8                               | 12                              |                                 |
| 1994           | nem jutott ki       | nem jutott ki       | nem jutott ki       | nem jutott ki       | nem jutott ki       | nem jutott ki       | nem jutott ki       | nem jutott ki       | nem jutott ki       | 4.                              | 8                               | 2                               | 1                               | 5                               | 6                               | 11                              |                                 |
| 1998           | nem jutott ki       | nem jutott ki       | nem jutott ki       | nem jutott ki       | nem jutott ki       | nem jutott ki       | nem jutott ki       | nem jutott ki       | nem jutott ki       | Pótselejtező                    | 10                              | 3                               | 3                               | 4                               | 11                              | 20                              |                                 |
| 2002           | nem jutott ki       | nem jutott ki       | nem jutott ki       | nem jutott ki       | nem jutott ki       | nem jutott ki       | nem jutott ki       | nem jutott ki       | nem jutott ki       | 4.                              | 8                               | 2                               | 2                               | 4                               | 14                              | 13                              |                                 |
| 2006           | nem jutott ki       | nem jutott ki       | nem jutott ki       | nem jutott ki       | nem jutott ki       | nem jutott ki       | nem jutott ki       | nem jutott ki       | nem jutott ki       | 4.                              | 10                              | 4                               | 2                               | 4                               | 13                              | 14                              |                                 |
| 2010           | nem jutott ki       | nem jutott ki       | nem jutott ki       | nem jutott ki       | nem jutott ki       | nem jutott ki       | nem jutott ki       | nem jutott ki       | nem jutott ki       | 4.                              | 10                              | 5                               | 1                               | 4                               | 10                              | 8                               |                                 |
| 2014           | nem jutott ki       | nem jutott ki       | nem jutott ki       | nem jutott ki       | nem jutott ki       | nem jutott ki       | nem jutott ki       | nem jutott ki       | nem jutott ki       | 3.                              | 10                              | 5                               | 2                               | 3                               | 21                              | 20                              |                                 |
| 2018           | nem jutott ki       | nem jutott ki       | nem jutott ki       | nem jutott ki       | nem jutott ki       | nem jutott ki       | nem jutott ki       | nem jutott ki       | nem jutott ki       | 3.                              | 10                              | 4                               | 1                               | 5                               | 14                              | 14                              |                                 |
| 2022           | nem jutott ki       | nem jutott ki       | nem jutott ki       | nem jutott ki       | nem jutott ki       | nem jutott ki       | nem jutott ki       | nem jutott ki       | nem jutott ki       | 4.                              | 10                              | 5                               | 2                               | 3                               | 19                              | 13                              |                                 |
| 2026           | selejtezők 2025-ben | selejtezők 2025-ben | selejtezők 2025-ben | selejtezők 2025-ben | selejtezők 2025-ben | selejtezők 2025-ben | selejtezők 2025-ben | selejtezők 2025-ben | selejtezők 2025-ben | selejtezők 2025-ben (F csoport) | selejtezők 2025-ben (F csoport) | selejtezők 2025-ben (F csoport) | selejtezők 2025-ben (F csoport) | selejtezők 2025-ben (F csoport) | selejtezők 2025-ben (F csoport) | selejtezők 2025-ben (F csoport) | selejtezők 2025-ben (F csoport) |
| 2030           | később              | később              | később              | később              | később              | később              | később              | később              | később              | később                          | később                          | később                          | később                          | később                          | később                          | később                          | később                          |
| 2034           | később              | később              | később              | később              | később              | később              | később              | később              | később              | később                          | később                          | később                          | később                          | később                          | később                          | később                          | később                          |
| Összesen       |                     | 9/23                | 32                  | 15                  | 3                   | 14                  | 87                  | 57                  | –                   | Összesen                        | 132                             | 63                              | 28                              | 41                              | 235                             | 176                             |                                 |

### Európa-bajnokság
Bronzérem
      Negyedik hely
      Részben hazai rendezésű
| Európa-bajnokság | Európa-bajnokság | Európa-bajnokság | Európa-bajnokság | Európa-bajnokság | Európa-bajnokság | Európa-bajnokság | Európa-bajnokság | Európa-bajnokság | Európa-bajnokság | Selejtezők        | Selejtezők | Selejtezők | Selejtezők | Selejtezők | Selejtezők | Selejtezők |        |
| Év               | Eredmény         | H.               | M                | Gy               | D                | V                | G+               | G–               | Keret            | H.                | M          | Gy         | D          | V          | G+         | G–         |        |
| ---------------- | ---------------- | ---------------- | ---------------- | ---------------- | ---------------- | ---------------- | ---------------- | ---------------- | ---------------- | ----------------- | ---------- | ---------- | ---------- | ---------- | ---------- | ---------- | ------ |
| 1960             | nem jutott ki    | nem jutott ki    | nem jutott ki    | nem jutott ki    | nem jutott ki    | nem jutott ki    | nem jutott ki    | nem jutott ki    | nem jutott ki    | Nyolcaddöntő      | 2          | 0          | 0          | 2          | 1          | 4          |        |
| 1964             | Bronzérem        | 3.               | 2                | 1                | 0                | 1                | 4                | 3                | Keret            | Negyeddöntő       | 6          | 4          | 2          | 0          | 14         | 8          |        |
| 1968             | nem jutott ki    | nem jutott ki    | nem jutott ki    | nem jutott ki    | nem jutott ki    | nem jutott ki    | nem jutott ki    | nem jutott ki    | nem jutott ki    | Negyeddöntő       | 8          | 5          | 1          | 2          | 17         | 8          |        |
| 1972             | Negyedik hely    | 4.               | 2                | 0                | 0                | 2                | 1                | 3                | Keret            | Negyeddöntő       | 9          | 5          | 3          | 1          | 17         | 9          |        |
| 1976             | nem jutott ki    | nem jutott ki    | nem jutott ki    | nem jutott ki    | nem jutott ki    | nem jutott ki    | nem jutott ki    | nem jutott ki    | nem jutott ki    | 2.                | 6          | 3          | 1          | 2          | 15         | 8          |        |
| 1980             | nem jutott ki    | nem jutott ki    | nem jutott ki    | nem jutott ki    | nem jutott ki    | nem jutott ki    | nem jutott ki    | nem jutott ki    | nem jutott ki    | 2.                | 6          | 2          | 2          | 2          | 9          | 9          |        |
| 1984             | nem jutott ki    | nem jutott ki    | nem jutott ki    | nem jutott ki    | nem jutott ki    | nem jutott ki    | nem jutott ki    | nem jutott ki    | nem jutott ki    | 4.                | 8          | 3          | 1          | 4          | 18         | 17         |        |
| 1988             | nem jutott ki    | nem jutott ki    | nem jutott ki    | nem jutott ki    | nem jutott ki    | nem jutott ki    | nem jutott ki    | nem jutott ki    | nem jutott ki    | 3.                | 8          | 4          | 0          | 4          | 13         | 11         |        |
| 1992             | nem jutott ki    | nem jutott ki    | nem jutott ki    | nem jutott ki    | nem jutott ki    | nem jutott ki    | nem jutott ki    | nem jutott ki    | nem jutott ki    | 4.                | 8          | 2          | 4          | 2          | 10         | 9          |        |
| 1996             | nem jutott ki    | nem jutott ki    | nem jutott ki    | nem jutott ki    | nem jutott ki    | nem jutott ki    | nem jutott ki    | nem jutott ki    | nem jutott ki    | 4.                | 8          | 2          | 2          | 4          | 7          | 13         |        |
| 2000             | nem jutott ki    | nem jutott ki    | nem jutott ki    | nem jutott ki    | nem jutott ki    | nem jutott ki    | nem jutott ki    | nem jutott ki    | nem jutott ki    | 4.                | 10         | 3          | 3          | 4          | 14         | 10         |        |
| 2004             | nem jutott ki    | nem jutott ki    | nem jutott ki    | nem jutott ki    | nem jutott ki    | nem jutott ki    | nem jutott ki    | nem jutott ki    | nem jutott ki    | 4.                | 8          | 3          | 2          | 3          | 15         | 9          |        |
| 2008             | nem jutott ki    | nem jutott ki    | nem jutott ki    | nem jutott ki    | nem jutott ki    | nem jutott ki    | nem jutott ki    | nem jutott ki    | nem jutott ki    | 6.                | 12         | 4          | 0          | 8          | 11         | 22         |        |
| 2012             | nem jutott ki    | nem jutott ki    | nem jutott ki    | nem jutott ki    | nem jutott ki    | nem jutott ki    | nem jutott ki    | nem jutott ki    | nem jutott ki    | 3.                | 10         | 6          | 1          | 3          | 22         | 14         |        |
| 2016             | Nyolcaddöntő     | 13.              | 4                | 1                | 2                | 1                | 6                | 8                | Keret            | 3. (pótselejtező) | 12         | 6          | 4          | 2          | 14         | 10         |        |
| 2020             | Csoportkör       | 20.              | 3                | 0                | 2                | 1                | 3                | 6                | Keret            | 4. (pótselejtező) | 10         | 6          | 0          | 4          | 13         | 13         |        |
| 2024             | Csoportkör       | 18.              | 3                | 1                | 0                | 2                | 2                | 5                | Keret            | 1.                | 8          | 5          | 3          | 0          | 16         | 7          |        |
| 2028             | később           | később           | később           | később           | később           | később           | később           | később           | később           | később            | később     | később     | később     | később     | később     | később     | később |
| 2032             | később           | később           | később           | később           | később           | később           | később           | később           | később           | később            | később     | később     | később     | később     | később     | később     | később |
| Összesen         |                  | 5/17             | 14               | 3                | 4                | 7                | 16               | 25               | –                | Összesen          | 139        | 63         | 29         | 47         | 226        | 181        |        |

### UEFA Nemzetek Ligája
| Csoportkör / Negyeddöntő / Osztályozó | Csoportkör / Negyeddöntő / Osztályozó | Csoportkör / Negyeddöntő / Osztályozó | Csoportkör / Negyeddöntő / Osztályozó | Csoportkör / Negyeddöntő / Osztályozó | Csoportkör / Negyeddöntő / Osztályozó | Csoportkör / Negyeddöntő / Osztályozó | Csoportkör / Negyeddöntő / Osztályozó | Csoportkör / Negyeddöntő / Osztályozó | Csoportkör / Negyeddöntő / Osztályozó | Csoportkör / Negyeddöntő / Osztályozó | Csoportkör / Negyeddöntő / Osztályozó | Egyenes kieséses szakasz | Egyenes kieséses szakasz | Egyenes kieséses szakasz | Egyenes kieséses szakasz | Egyenes kieséses szakasz | Egyenes kieséses szakasz | Egyenes kieséses szakasz | Egyenes kieséses szakasz | Egyenes kieséses szakasz |
| Szezon                                | Liga                                  | Csoport                               | H                                     | M                                     | Gy                                    | D                                     | V                                     | G+                                    | G–                                    | Feljutás/kiesés                       | Helyezés                              | Év                       | Eredmény                 | M                        | Gy                       | D                        | V                        | G+                       | G–                       | Keret                    |
| ------------------------------------- | ------------------------------------- | ------------------------------------- | ------------------------------------- | ------------------------------------- | ------------------------------------- | ------------------------------------- | ------------------------------------- | ------------------------------------- | ------------------------------------- | ------------------------------------- | ------------------------------------- | ------------------------ | ------------------------ | ------------------------ | ------------------------ | ------------------------ | ------------------------ | ------------------------ | ------------------------ | ------------------------ |
| 2018–19                               | C                                     | 2.                                    | 2.                                    | 6                                     | 3                                     | 1                                     | 2                                     | 9                                     | 6                                     | (formátumváltozás)                    | 31.                                   | 2019                     | nem jutott be            | nem jutott be            | nem jutott be            | nem jutott be            | nem jutott be            | nem jutott be            | nem jutott be            | nem jutott be            |
| 2020–21                               | B                                     | 3.                                    | 1.                                    | 6                                     | 3                                     | 2                                     | 1                                     | 7                                     | 4                                     | Növekedés                             | 20.                                   | 2021                     | nem jutott be            | nem jutott be            | nem jutott be            | nem jutott be            | nem jutott be            | nem jutott be            | nem jutott be            | nem jutott be            |
| 2022–23                               | A                                     | 3.                                    | 2.                                    | 6                                     | 3                                     | 1                                     | 2                                     | 8                                     | 5                                     | Állandó                               | 8.                                    | 2023                     | nem jutott be            | nem jutott be            | nem jutott be            | nem jutott be            | nem jutott be            | nem jutott be            | nem jutott be            | nem jutott be            |
| 2024–25                               | A                                     | 3.                                    | 3.                                    | 8                                     | 1                                     | 3                                     | 4                                     | 5                                     | 17                                    | Csökkenés                             | 18.                                   | 2025                     | nem jutott be            | nem jutott be            | nem jutott be            | nem jutott be            | nem jutott be            | nem jutott be            | nem jutott be            | nem jutott be            |
| 2026–27                               | B                                     |                                       |                                       |                                       |                                       |                                       |                                       |                                       |                                       |                                       |                                       | 2027                     |                          |                          |                          |                          |                          |                          |                          |                          |
| Összesen                              | Összesen                              | Összesen                              | Összesen                              | 26                                    | 10                                    | 7                                     | 9                                     | 29                                    | 32                                    |                                       |                                       |                          | 0/4                      | –                        | –                        | –                        | –                        | –                        | –                        | –                        |

### Olimpia
| Év       | Helyszín                         | Eredmény                         | Hely                             | M                                | Gy                               | D                                | V                                | Rg                               | Kg                               | Gk                               | P                                |
| -------- | -------------------------------- | -------------------------------- | -------------------------------- | -------------------------------- | -------------------------------- | -------------------------------- | -------------------------------- | -------------------------------- | -------------------------------- | -------------------------------- | -------------------------------- |
| 1908     | London                           | Nem vett részt                   | –                                | –                                | –                                | –                                | –                                | –                                | –                                | –                                | –                                |
| 1912     | Stockholm                        | 2. forduló                       | 5.                               | 3                                | 2                                | 0                                | 1                                | 6                                | 8                                | –2                               | 4                                |
| 1916     | elmaradt az I. világháború miatt | elmaradt az I. világháború miatt | elmaradt az I. világháború miatt | elmaradt az I. világháború miatt | elmaradt az I. világháború miatt | elmaradt az I. világháború miatt | elmaradt az I. világháború miatt | elmaradt az I. világháború miatt | elmaradt az I. világháború miatt | elmaradt az I. világháború miatt | elmaradt az I. világháború miatt |
| 1920     | Antwerpen                        | Nem vett részt                   | –                                | –                                | –                                | –                                | –                                | –                                | –                                | –                                | –                                |
| 1924     | Párizs                           | 2. forduló                       | 10.                              | 2                                | 1                                | 0                                | 1                                | 3                                | 5                                | –2                               | 2                                |
| 1928     | Amszterdam                       | Nem vett részt                   | –                                | –                                | –                                | –                                | –                                | –                                | –                                | –                                | –                                |
| 1932     | nem volt labdarúgó-torna         | nem volt labdarúgó-torna         | nem volt labdarúgó-torna         | nem volt labdarúgó-torna         | nem volt labdarúgó-torna         | nem volt labdarúgó-torna         | nem volt labdarúgó-torna         | nem volt labdarúgó-torna         | nem volt labdarúgó-torna         | nem volt labdarúgó-torna         | nem volt labdarúgó-torna         |
| 1936     | Berlin                           | 1. forduló                       | 14.                              | 1                                | 0                                | 0                                | 1                                | 0                                | 3                                | –3                               | 0                                |
| 1940     | elmaradt a II. világháború miatt | elmaradt a II. világháború miatt | elmaradt a II. világháború miatt | elmaradt a II. világháború miatt | elmaradt a II. világháború miatt | elmaradt a II. világháború miatt | elmaradt a II. világháború miatt | elmaradt a II. világháború miatt | elmaradt a II. világháború miatt | elmaradt a II. világháború miatt | elmaradt a II. világháború miatt |
| 1944     | elmaradt a II. világháború miatt | elmaradt a II. világháború miatt | elmaradt a II. világháború miatt | elmaradt a II. világháború miatt | elmaradt a II. világháború miatt | elmaradt a II. világháború miatt | elmaradt a II. világháború miatt | elmaradt a II. világháború miatt | elmaradt a II. világháború miatt | elmaradt a II. világháború miatt | elmaradt a II. világháború miatt |
| 1948     | London                           | Nem vett részt                   | –                                | –                                | –                                | –                                | –                                | –                                | –                                | –                                | –                                |
| 1952     | Helsinki                         | Aranyérmes                       | 1.                               | 5                                | 5                                | 0                                | 0                                | 20                               | 2                                | +18                              | 10                               |
| 1956     | Melbourne                        | Nem vett részt                   | –                                | –                                | –                                | –                                | –                                | –                                | –                                | –                                | –                                |
| 1960     | Róma                             | Bronzérmes                       | 3.                               | 5                                | 4                                | 0                                | 1                                | 17                               | 6                                | +11                              | 8                                |
| 1964     | Tokió                            | Aranyérmes                       | 1.                               | 5                                | 5                                | 0                                | 0                                | 22                               | 6                                | +16                              | 10                               |
| 1968     | Mexikóváros                      | Aranyérmes                       | 1.                               | 6                                | 5                                | 1                                | 0                                | 18                               | 3                                | +15                              | 11                               |
| 1972     | München                          | Ezüstérmes                       | 2.                               | 7                                | 5                                | 1                                | 1                                | 18                               | 5                                | +13                              | 11                               |
| 1976     | Montréal                         | Nem vett részt                   | –                                | –                                | –                                | –                                | –                                | –                                | –                                | –                                | –                                |
| 1980     | Moszkva                          | Nem vett részt                   | –                                | –                                | –                                | –                                | –                                | –                                | –                                | –                                | –                                |
| 1984     | Los Angeles                      | Nem vett részt                   | –                                | –                                | –                                | –                                | –                                | –                                | –                                | –                                | –                                |
| 1988     | Szöul                            | Nem vett részt                   | –                                | –                                | –                                | –                                | –                                | –                                | –                                | –                                | –                                |
| 1992     | Barcelona                        | Nem vett részt                   | –                                | –                                | –                                | –                                | –                                | –                                | –                                | –                                | –                                |
| 1996     | Atlanta                          | Csoportkör                       | 16.                              | 3                                | 0                                | 0                                | 3                                | 3                                | 7                                | –4                               | 0                                |
| 2000     | Sydney                           | Nem vett részt                   | –                                | –                                | –                                | –                                | –                                | –                                | –                                | –                                | –                                |
| 2004     | Athén                            | Nem vett részt                   | –                                | –                                | –                                | –                                | –                                | –                                | –                                | –                                | –                                |
| 2008     | Peking                           | Nem vett részt                   | –                                | –                                | –                                | –                                | –                                | –                                | –                                | –                                | –                                |
| 2012     | London                           | Nem vett részt                   | –                                | –                                | –                                | –                                | –                                | –                                | –                                | –                                | –                                |
| 2016     | Rio de Janeiro                   | Nem vett részt                   | –                                | –                                | –                                | –                                | –                                | –                                | –                                | –                                | –                                |
| 2020     | Tokió                            | Nem vett részt                   | –                                | –                                | –                                | –                                | –                                | –                                | –                                | –                                | –                                |
| 2024     | Párizs                           | Nem vett részt                   | –                                | –                                | –                                | –                                | –                                | –                                | –                                | –                                | –                                |
| 2028     | Los Angeles                      |                                  |                                  |                                  |                                  |                                  |                                  |                                  |                                  |                                  |                                  |
| Összesen | Összesen                         |                                  |                                  | 37                               | 27                               | 2                                | 8                                | 107                              | 45                               | +62                              | 56                               |

1. 1 2  Az olimpiai játékokon kezdetben csak amatőr játékosok vehettek részt. Mivel Magyarországon csak 1926-ban indult a profi labdarúgó-bajnokság, az 1912-es és az 1924-es játékokon a magyar válogatottat nem érintette a korlátozás.
2. ↑  Az első világháború vesztes országait nem hívták meg az antwerpeni olimpiára.
3. ↑  Amatőr játékosokkal.
4. ↑  Csak amatőr játékosok vehettek részt az olimpián, de a magyar labdarúgók rendelkeztek úgynevezett látszatállásokkal, így ez a korlátozás nem érintette őket. Később további korlátozást is bevezettek, nem nevezhettek az előző világbajnokságon vagy annak selejtezőin pályára lépett játékosokat sem. Nincs rá biztos forrás, hogy 1952-ben élt-e már ez a szabály, de a magyar válogatott az 1950-es világbajnokságnak még a selejtezőin sem indult, ezért az olimpián a legerősebb összeállításával állhatott ki.
5. 1 2 3 4  Az előző világbajnokságon vagy annak selejtezőin pályára lépett játékosok nélkül.
6. ↑  Magyarország más szocialista országokhoz hasonlóan lemondta a részvételt az 1984-es Los Angeles-i olimpián, de a labdarúgó-válogatott már előtte kiesett a selejtezőben.
7. ↑  U23-as válogatott, legfeljebb három túlkorossal.

### FIFA-világranglista helyezések
A FIFA 1993 augusztusában közölt először világranglistát, és ezt követően meghatározott rendszerességgel frissítik a rangsort, általában havonta.
Az alábbi táblázat mutatja Magyarország helyezéseit 1993 augusztusa óta. Zárójelben az adott ranglista szerinti pontszám található. A grafikonon feltüntettük az egyes szövetségi kapitányok időszakát.
| év   | jan.       | febr.      | márc.      | ápr.       | máj.       | jún.       | júl.       | aug.       | szept.     | okt.       | nov.       | dec.       |
| ---- | ---------- | ---------- | ---------- | ---------- | ---------- | ---------- | ---------- | ---------- | ---------- | ---------- | ---------- | ---------- |
| 1993 | –          | –          | –          | –          | –          | –          | –          | 42. (36)   | 48. (34)   | 49. (33)   | 50. (34)   | 50. (34)   |
| 1994 | –          | 49. (34)   | 52. (32)   | 53. (32)   | 49. (33)   | 56. (30)   | 55 (31.)   | –          | 54. (32)   | 52. (32)   | 59. (31)   | 61. (31)   |
| 1995 | –          | 63. (30)   | –          | 57. (32)   | 53. (35)   | 54. (35)   | 55. (35)   | 61. (30)   | 54. (32)   | 65. (32)   | 60. (33)   | 62. (33)   |
| 1996 | 64. (33)   | 66. (33)   | –          | 74. (29)   | 82. (26)   | –          | 87. (26)   | 81. (29)   | 74. (32)   | 78. (32)   | 72. (34)   | 75. (34)   |
| 1997 | –          | 76. (34)   | –          | 72. (35)   | 74. (35)   | 71. (38)   | 71. (38)   | 72. (38)   | 71. (38)   | 68. (40)   | 78. (37)   | 77. (37)   |
| 1998 | –          | 84. (36)   | 82. (36)   | 73. (37)   | 62. (41)   | –          | 56. (42)   | 60. (41)   | 59. (41)   | 49. (44)   | 45. (46)   | 46. (47)   |
| 1999 | 45. (533)1 | 46. (531)  | 47. (528)  | 45. (540)  | 44. (540)  | 46. (532)  | 48. (531)  | 50. (530)  | 43. (547)  | 46. (538)  | 47. (536)  | 45. (533)  |
| 2000 | 46. (533)  | 50. (532)  | 50. (530)  | 53. (526)  | 54. (524)  | 53. (523)  | 50. (529)  | 53. (528)  | 49. (540)  | 53. (532)  | 48. (555)  | 47. (556)  |
| 2001 | 48. (556)  | 49. (554)  | 47. (560)  | 48. (559)  | 53. (551)  | 53. (561)  | 54. (559)  | 54. (557)  | 64. (540)  | 67. (532)  | 64. (540)  | 66. (537)  |
| 2002 | 67. (537)  | 68. (535)  | 68. (531)  | 68. (528)  | 68. (523)  | –          | 67. (511)  | 71. (499)  | 64. (517)  | 54. (546)  | 58. (533)  | 56. (533)  |
| 2003 | 58. (532)  | 56. (538)  | 56. (535)  | 58. (534)  | 54. (544)  | 49. (570)  | 48. (568)  | 48. (564)  | 52. (549)  | 67. (525)  | 67. (524)  | 72. (517)  |
| 2004 | 72. (516)  | 74. (514)  | 67. (531)  | 72. (519)  | 68. (522)  | 74. (519)  | 78. (514)  | 77. (514)  | 76. (523)  | 68. (540)  | 74. (539)  | 64. (562)  |
| 2005 | 63. (562)  | 65. (561)  | 69. (556)  | 69. (556)  | 69. (552)  | 65. (561)  | 66. (559)  | 65. (557)  | 66. (557)  | 66. (562)  | 71. (551)  | 74. (547)  |
| 2006 | 70. (552)  | 72. (550)  | 72. (548)  | 75. (538)  | 76. (535)  | –          | 84. (383)2 | 80. (383)  | 59. (484)  | 76. (437)  | 67. (466)  | 62. (483)  |
| 2007 | 61. (494)  | 64. (474)  | 64. (474)  | 58. (518)  | 57. (521)  | 66. (461)  | 65. (461)  | 65. (464)  | 55. (544)  | 48. (630)  | 52. (581)  | 50. (588)  |
| 2008 | 50. (594)  | 52. (598)  | 51. (594)  | 56. (546)  | 57. (546)  | 52. (580)  | 52. (591)  | 50. (591)  | 50. (561)  | 62. (507)  | 56. (551)  | 47. (603)  |
| 2009 | 47. (606)  | 43. (629)  | 48. (596)  | 44. (662)  | 43. (662)  | 43. (687)  | 44. (681)  | 43. (681)  | 47. (669)  | 50. (645)  | 55. (603)  | 54. (613)  |
| 2010 | 52. (615)  | 48. (645)  | 52. (589)  | 56. (567)  | 57. (565)  | –          | 62. (534)  | 62. (534)  | 51. (567)  | 44. (598)  | 43. (615)  | 42. (632)  |
| 2011 | 41. (632)  | 37. (632)  | 36. (654)  | 52. (559)  | 52. (559)  | 45. (603)  | 47. (603)  | 45. (613)  | 27. (754)  | 36. (701)  | 37. (665)  | 37. (665)  |
| 2012 | 37. (665)  | 37. (678)  | 37. (658)  | 36. (692)  | 35. (692)  | 31. (735)  | 31. (716)  | 28. (746)  | 37. (663)  | 49. (593)  | 30. (753)  | 32. (750)  |
| 2013 | 32. (750)  | 33. (728)  | 32. (752)  | 33. (749)  | 33. (749)  | 33. (759)  | 32. (749)  | 31. (749)  | 30. (744)  | 43. (636)  | 44. (668)  | 44. (668)  |
| 2014 | 46. (668)  | 44. (673)  | 43. (652)  | 44. (623)  | 45. (623)  | 47. (624)  | 38. (642)  | 34. (656)  | 54. (548)  | 50. (561)  | 44. (632)  | 45. (632)  |
| 2015 | 45. (632)  | 48. (634)  | 46. (659)  | 43. (665)  | 43. (665)  | 42. (685)  | 31. (763)  | 35. (763)  | 37. (740)  | 33. (741)  | 33. (759)  | 20. (945)  |
| 2016 | 20. (945)  | 19. (945)  | 19. (951)  | 18. (925)  | 20. (886)  | 19. (915)  | 19. (915)  | 19. (915)  | 20. (913)  | 22. (891)  | 26. (826)  | 26. (826)  |
| 2017 | 26. (826)  | 27. (830)  | 27. (834)  | 31. (801)  | 31. (801)  | 33. (801)  | 57. (616)  | 56. (616)  | 59. (629)  | 53. (642)  | 53. (630)  | 53. (630)  |
| 2018 | 54. (630)  | 49. (630)  | 50. (630)  | 50. (604)  | 49. (604)  | 51. (612)  | –          | 51. (612)  | 49. (1409) | 55. (1400) | 51. (1412) | 51. (1412) |
| 2019 | –          | 52. (1412) | –          | 51. (1419) | 42. (1442) | 45.(1442)  | –          | –          | 50. (1430) | 50. (1429) | 52. (1416) | 52. (1416) |
| 2020 | –          | 52. (1416) | –          | 52. (1416) | –          | 52. (1416) | 52. (1416) | –          | 52. (1418) | 47. (1439) | 40. (1460) | 40. (1460) |
| 2021 | -          | 40. (1460) | -          | 37. (1469) | 37. (1469) | -          | -          | 37. (1474) | 40. (1456) | 43. (1449) | 39. (1465) | 39. (1465) |
| 2022 | -          | 41. (1465) | 40. (1466) | -          | -          | 37. (1486) | -          | 37. (1486) | -          | 36. (1492) | -          | -          |

| Magyarázat a táblázathoz |
| ------------------------ |
| Legjobb helyezés         |
| Legrosszabb helyezés     |

## Rekordok
Az első Ausztria–Magyarország válogatott mérkőzést Bécsben rendezték 1902-ben. Ez volt a legelső olyan válogatott mérkőzés, melyet nem két brit csapat játszott egymással.
Magyarország volt az első nem Egyesült Királyságbeli válogatott, akinek sikerült legyőznie Angliát a Wembleyben a legendássá vált 6–3 alkalmával 1953. november 25-én. Hét hónappal később Budapesten ismét legyőzték az angolokat, ezúttal 7–1 arányban. A újabb győzelem kapcsán úgy élcelődött a sportsajtó, hogy egy hétre jöttek az angolok, de hét-eggyel mentek.
Az 1950-es években Sebes Gusztáv kapitánysága alatt 72,06%-os teljesítménnyel zárt a válogatott (49 győzelem, 12 döntetlen, 7 vereség), melyben volt egy 30 mérkőzésen át tartó veretlenségi sorozat. A második helyen a brazil edző Vicente Feola (1955–1966) áll 71,88%-kal (46 győzelem, 12 döntetlen, 6 vereség).
Magyarország tudhatja magáénak az egy világverseny alatt felmutatott legminőségibb támadójátékot. Az 1954-es labdarúgó-világbajnokságon 27 gólt szereztek (5,4 gól/mérkőzés) + 17-es gólaránnyal, ami messze a legjobb teljesítmény a modern játékok történetében. Kocsis Sándor öt mérkőzésen elért 11 gólja (2,2 gól/mérkőzés) azóta is egyéni rekordnak számít.
Magyarország rendelkezik a legmagasabb ELO ranggal (2166 pont), amit az 1954-es vb elődöntőjében Uruguay 4–2-es legyőzésével értek el 1954. június 30-án. Szintén a magyarok rendelkeznek a második legmagasabb pontszámmal (2156), amit 1956-ban állítottak be. A harmadik helyen Brazília (2153 pont), a negyediken Spanyolország (2142 pont) áll.
Az IIFHS statisztikái szerint Puskás Ferencet a 20. század gólkirályává választották.

### A 20. század leggólerősebb válogatott játékosai
A 20. század leggólerősebb válogatott játékosa közül hárman is magyarok voltak, ketten az aranycsapat tagjai. [forrás?]
| #  | Játékos           | Nemzet       | Gólok száma | Válogatottságok száma | Időszak   |
| -- | ----------------- | ------------ | ----------- | --------------------- | --------- |
| 1. | Puskás Ferenc     | Magyarország | 84 gól      | 85 mérkőzés           | 1945–1956 |
| 2. | Pelé              | Brazília     | 77 gól      | 92 mérkőzés           | 1957–1971 |
| 3. | Kamamoto Kunisige | Japán        | 76 gól      | 75 mérkőzés           | 1964–1977 |
| 4. | Kocsis Sándor     | Magyarország | 75 gól      | 68 mérkőzés           | 1948–1956 |
| 5. | Medzsid Abdullah  | Szaúd-Arábia | 72 gól      | 117 mérkőzés          | 1977–1994 |
| 6. | Gerd Müller       | NSZK         | 68 gól      | 62 mérkőzés           | 1966–1974 |
| 7. | Huszejn Szaíd     | Irak         | 63 gól      | 126 mérkőzés          | 1976–1990 |
| 8. | Schlosser Imre    | Magyarország | 59 gól      | 68 mérkőzés           | 1906–1927 |

### Veretlenségi sorozat
A magyar labdarúgó-válogatott az 1950-es években Skócia 1888-as 22 mérkőzésen át tartó veretlenségi szériáját törte meg kilenccel több, 31 vagy 32 (az NDK elleni mérkőzés nem számít hivatalosnak) mérkőzéssel. Ezzel Magyarország a harmadik leghosszabb veretlenségi sorozatot tudhatja magáénak, amit 1950. május 14. és 1954. július 4. között sikerült beállítania. A rekordot az NSZK elleni 1954-es vb-döntő törte meg.
* = nem hivatalos
| Ellenfél      | Kiírás                 | Dátum                | Végeredmény |
| ------------- | ---------------------- | -------------------- | ----------- |
| Lengyelország | Barátságos             | 1950. június 4.      | 5–2         |
| Albánia       | Barátságos             | 1950. szeptember 24. | 12–0        |
| Ausztria      | Barátságos             | 1950. október 29.    | 4–3         |
| Bulgária      | Barátságos             | 1950. november 12.   | 1–1         |
| Lengyelország | Barátságos             | 1951. május 27.      | 6–0         |
| Csehszlovákia | Barátságos             | 1951. október 14.    | 2–1         |
| Finnország    | Barátságos             | 1951. november 18.   | 8–0         |
| NDK           | Barátságos             | 1952. május 18.      | 5–0*        |
| Lengyelország | Barátságos             | 1952. június 15.     | 5–1         |
| Finnország    | Barátságos             | 1952. június 22.     | 6–1         |
| Románia       | 1952. évi olimpia      | 1952. július 15.     | 2–1         |
| Olaszország   | 1952. évi olimpia      | 1952. július 21.     | 3–0         |
| Törökország   | 1952. évi olimpia      | 1952. július 24.     | 7–1         |
| Svédország    | 1952. évi olimpia      | 1952. július 28.     | 6–0         |
| Jugoszlávia   | 1952. évi olimpia      | 1952. augusztus 2.   | 2–0         |
| Svájc         | Közép-európai kupa     | 1952. szeptember 20. | 4–2         |
| Csehszlovákia | Barátságos             | 1952. október 19.    | 5–0         |
| Ausztria      | Barátságos             | 1953. április 26.    | 1–1         |
| Olaszország   | Közép-európai kupa     | 1953. május 17.      | 3–0         |
| Svédország    | Barátságos             | 1953. július 5.      | 4–2         |
| Bulgária      | Barátságos             | 1953. október 4.     | 1–1         |
| Csehszlovákia | Barátságos             | 1953. október 4.     | 5–1         |
| Ausztria      | Barátságos             | 1953. október 11.    | 3–2         |
| Svédország    | Barátságos             | 1953. november 15.   | 2–2         |
| Anglia        | Barátságos             | 1953. november 25.   | 6–3         |
| Egyiptom      | Barátságos             | 1953. február 12.    | 3–0         |
| Ausztria      | Barátságos             | 1954. április 11.    | 1–0         |
| Anglia        | Barátságos             | 1954. május 23.      | 7–1         |
| Dél-Korea     | 1954-es világbajnokság | 1954. június 17.     | 9–0         |
| NSZK          | 1954-es világbajnokság | 1954. június 20.     | 8–3         |
| Brazília      | 1954-es világbajnokság | 1954. június 27.     | 4–2         |
| Uruguay       | 1954-es világbajnokság | 1954. június 30.     | 4–2 (h.u.)  |

## Címerek és mezek a válogatott története során
A magyar nemzeti csapat hivatalos szerelése a piros mez, fehér nadrág és zöld sportszár. Ez a színkombináció a magyar nemzeti zászlóból fakad. Hazai összecsapásokkor a válogatott ilyen dresszben lép pályára. A 20-30 években előfordult a fekete nadrág is. Az idegenbeli mez évek óta tiszta fehér, illetve néha piros nadrággal kombinálva. A 2010-es világbajnoksági selejtezőn pályára lépett a csapat piros mezben, nadrágban és zöld sportszárban. A kapus mez általában tiszta fekete (Grosics Gyula óta hisz ő védett elsőként tiszta feketében), ha az ellenfél dressze megköveteli, sárga vagy szürke mezben véd a magyar kapus. A válogatottnak évtizedek óta a német Adidas gyártja és szállítja mezeit. 1901–1949-ig a klasszikus galléros nyakú zsinóros mezeket hordtak, ezután divatossá vált a V nyakú mez is. Majd miután hivatalos sportszergyártók szolgálták ki a csapatot szezonális divat szerint készített mezt hordtak.
| Csapatszínek | Csapatszínek | Csapatszínek |
| Csapatszínek |              |              |
| Csapatszínek |              |              |
|              |              |              |
| Hazai        |              |              |

| Csapatszínek | Csapatszínek | Csapatszínek |
| Csapatszínek |              |              |
| Csapatszínek |              |              |
|              |              |              |
| Idegenbeli   |              |              |

| Csapatszínek | Csapatszínek | Csapatszínek |
| Csapatszínek |              |              |
| Csapatszínek |              |              |
|              |              |              |
| Alternatív 1 |              |              |

| Csapatszínek | Csapatszínek | Csapatszínek |
| Csapatszínek |              |              |
| Csapatszínek |              |              |
|              |              |              |
| Alternatív 2 |              |              |

| Csapatszínek | Csapatszínek | Csapatszínek |
| Csapatszínek |              |              |
| Csapatszínek |              |              |
|              |              |              |
| Alternatív 3 |              |              |

| Csapatszínek | Csapatszínek | Csapatszínek |
| Csapatszínek |              |              |
| Csapatszínek |              |              |
|              |              |              |
| Alternatív 4 |              |              |

| Csapatszínek | Csapatszínek | Csapatszínek |
| Csapatszínek |              |              |
| Csapatszínek |              |              |
|              |              |              |
| Kapus        |              |              |

| Csapatszínek | Csapatszínek | Csapatszínek |
| Csapatszínek |              |              |
| Csapatszínek |              |              |
|              |              |              |
| Kapus 2      |              |              |

| Csapatszínek | Csapatszínek | Csapatszínek |
| Csapatszínek |              |              |
| Csapatszínek |              |              |
|              |              |              |
| Kapus 3      |              |              |

A mezen megjelenő címer több mint egy évszázad alatt jó párszor megváltozott. Elhelyezkedése a baloldalt szív fölött (1901-1949 és 1990-napjainkig) vagy középen helyezkedett el (1949-1989). Az első jelkép a Kossuth címer volt, illetve egy korona nélküli címer, amin megmaradt az Árpád sáv és a kettős kereszt. Ez az alapítástól a 30-as évekig kísérte a csapatot. A 30 évektől 1949-ig a mai is használatos Szent Koronás címert használták, illetve a negyvenes évek második felében az alapításkor használt szövetségi címer is feltűnt a válogatott mezén. 1949-1956 között a "Rákosi-címer" került a mez mellhasrészének közepére majd ezt váltotta '56 után a "Kádár-címer". A Rendszerváltás után visszakerült a válogatott mezére a Szent Koronás címer.
| Csapatszínek    | Csapatszínek | Csapatszínek |
| Csapatszínek    |              |              |
| Csapatszínek    |              |              |
|                 |              |              |
| Hazai 1902–1912 |              |              |

| Csapatszínek         | Csapatszínek | Csapatszínek |
| Csapatszínek         |              |              |
| Csapatszínek         |              |              |
|                      |              |              |
| Idegenbeli 1902–1912 |              |              |

| Csapatszínek    | Csapatszínek | Csapatszínek |
| Csapatszínek    |              |              |
| Csapatszínek    |              |              |
|                 |              |              |
| Hazai 1912–1930 |              |              |

| Csapatszínek         | Csapatszínek | Csapatszínek |
| Csapatszínek         |              |              |
| Csapatszínek         |              |              |
|                      |              |              |
| Idegenbeli 1912–1930 |              |              |

| Csapatszínek    | Csapatszínek | Csapatszínek |
| Csapatszínek    |              |              |
| Csapatszínek    |              |              |
|                 |              |              |
| Hazai 1930–1945 |              |              |

| Csapatszínek         | Csapatszínek | Csapatszínek |
| Csapatszínek         |              |              |
| Csapatszínek         |              |              |
|                      |              |              |
| Idegenbeli 1930–1945 |              |              |

| Csapatszínek    | Csapatszínek | Csapatszínek |
| Csapatszínek    |              |              |
| Csapatszínek    |              |              |
|                 |              |              |
| Hazai 1945–1949 |              |              |

| Csapatszínek         | Csapatszínek | Csapatszínek |
| Csapatszínek         |              |              |
| Csapatszínek         |              |              |
|                      |              |              |
| Idegenbeli 1945–1949 |              |              |

| Csapatszínek    | Csapatszínek | Csapatszínek |
| Csapatszínek    |              |              |
| Csapatszínek    |              |              |
|                 |              |              |
| Hazai 1949–1956 |              |              |

| Csapatszínek         | Csapatszínek | Csapatszínek |
| Csapatszínek         |              |              |
| Csapatszínek         |              |              |
|                      |              |              |
| Idegenbeli 1949–1956 |              |              |

| Csapatszínek     | Csapatszínek | Csapatszínek |
| Csapatszínek     |              |              |
| Csapatszínek     |              |              |
|                  |              |              |
| Hazai 1978-as vb |              |              |

| Csapatszínek          | Csapatszínek | Csapatszínek |
| Csapatszínek          |              |              |
| Csapatszínek          |              |              |
|                       |              |              |
| Idegenbeli 1978-as vb |              |              |

| Csapatszínek     | Csapatszínek | Csapatszínek |
| Csapatszínek     |              |              |
| Csapatszínek     |              |              |
|                  |              |              |
| Hazai 1982-es vb |              |              |

| Csapatszínek          | Csapatszínek | Csapatszínek |
| Csapatszínek          |              |              |
| Csapatszínek          |              |              |
|                       |              |              |
| Idegenbeli 1982-es vb |              |              |

| Csapatszínek     | Csapatszínek | Csapatszínek |
| Csapatszínek     |              |              |
| Csapatszínek     |              |              |
|                  |              |              |
| Hazai 1986-os vb |              |              |

| Csapatszínek          | Csapatszínek | Csapatszínek |
| Csapatszínek          |              |              |
| Csapatszínek          |              |              |
|                       |              |              |
| Idegenbeli 1986-os vb |              |              |

| Csapatszínek    | Csapatszínek | Csapatszínek |
| Csapatszínek    |              |              |
| Csapatszínek    |              |              |
|                 |              |              |
| Hazai 1998–2001 |              |              |

| Csapatszínek         | Csapatszínek | Csapatszínek |
| Csapatszínek         |              |              |
| Csapatszínek         |              |              |
|                      |              |              |
| Idegenbeli 1998–2001 |              |              |

| Csapatszínek    | Csapatszínek | Csapatszínek |
| Csapatszínek    |              |              |
| Csapatszínek    |              |              |
|                 |              |              |
| Hazai 2001–2003 |              |              |

| Csapatszínek         | Csapatszínek | Csapatszínek |
| Csapatszínek         |              |              |
| Csapatszínek         |              |              |
|                      |              |              |
| Idegenbeli 2001–2003 |              |              |

| Csapatszínek    | Csapatszínek | Csapatszínek |
| Csapatszínek    |              |              |
| Csapatszínek    |              |              |
|                 |              |              |
| Hazai 2003–2005 |              |              |

| Csapatszínek         | Csapatszínek | Csapatszínek |
| Csapatszínek         |              |              |
| Csapatszínek         |              |              |
|                      |              |              |
| Idegenbeli 2003–2005 |              |              |

| Csapatszínek    | Csapatszínek | Csapatszínek |
| Csapatszínek    |              |              |
| Csapatszínek    |              |              |
|                 |              |              |
| Hazai 2005–2006 |              |              |

| Csapatszínek         | Csapatszínek | Csapatszínek |
| Csapatszínek         |              |              |
| Csapatszínek         |              |              |
|                      |              |              |
| Idegenbeli 2005–2006 |              |              |

| Csapatszínek    | Csapatszínek | Csapatszínek |
| Csapatszínek    |              |              |
| Csapatszínek    |              |              |
|                 |              |              |
| Hazai 2006–2007 |              |              |

| Csapatszínek         | Csapatszínek | Csapatszínek |
| Csapatszínek         |              |              |
| Csapatszínek         |              |              |
|                      |              |              |
| Idegenbeli 2006–2007 |              |              |

| Csapatszínek    | Csapatszínek | Csapatszínek |
| Csapatszínek    |              |              |
| Csapatszínek    |              |              |
|                 |              |              |
| Hazai 2007–2008 |              |              |

| Csapatszínek         | Csapatszínek | Csapatszínek |
| Csapatszínek         |              |              |
| Csapatszínek         |              |              |
|                      |              |              |
| Idegenbeli 2007–2008 |              |              |

| Csapatszínek    | Csapatszínek | Csapatszínek |
| Csapatszínek    |              |              |
| Csapatszínek    |              |              |
|                 |              |              |
| Hazai 2008–2009 |              |              |

| Csapatszínek         | Csapatszínek | Csapatszínek |
| Csapatszínek         |              |              |
| Csapatszínek         |              |              |
|                      |              |              |
| Idegenbeli 2008–2009 |              |              |

| Csapatszínek    | Csapatszínek | Csapatszínek |
| Csapatszínek    |              |              |
| Csapatszínek    |              |              |
|                 |              |              |
| Hazai 2010–2012 |              |              |

| Csapatszínek         | Csapatszínek | Csapatszínek |
| Csapatszínek         |              |              |
| Csapatszínek         |              |              |
|                      |              |              |
| Idegenbeli 2010–2012 |              |              |

| Csapatszínek    | Csapatszínek | Csapatszínek |
| Csapatszínek    |              |              |
| Csapatszínek    |              |              |
|                 |              |              |
| Hazai 2012–2014 |              |              |

| Csapatszínek         | Csapatszínek | Csapatszínek |
| Csapatszínek         |              |              |
| Csapatszínek         |              |              |
|                      |              |              |
| Idegenbeli 2012–2014 |              |              |

| Csapatszínek    | Csapatszínek | Csapatszínek |
| Csapatszínek    |              |              |
| Csapatszínek    |              |              |
|                 |              |              |
| Hazai 2016–2018 |              |              |

| Csapatszínek         | Csapatszínek | Csapatszínek |
| Csapatszínek         |              |              |
| Csapatszínek         |              |              |
|                      |              |              |
| Idegenbeli 2016–2018 |              |              |

| Csapatszínek    | Csapatszínek | Csapatszínek |
| Csapatszínek    |              |              |
| Csapatszínek    |              |              |
|                 |              |              |
| Hazai 2018–2020 |              |              |

| Csapatszínek         | Csapatszínek | Csapatszínek |
| Csapatszínek         |              |              |
| Csapatszínek         |              |              |
|                      |              |              |
| Idegenbeli 2018–2020 |              |              |

| Csapatszínek    | Csapatszínek | Csapatszínek |
| Csapatszínek    |              |              |
| Csapatszínek    |              |              |
|                 |              |              |
| Hazai 2020–2022 |              |              |

| Csapatszínek         | Csapatszínek | Csapatszínek |
| Csapatszínek         |              |              |
| Csapatszínek         |              |              |
|                      |              |              |
| Idegenbeli 2020–2022 |              |              |

| Csapatszínek | Csapatszínek | Csapatszínek |
| Csapatszínek |              |              |
| Csapatszínek |              |              |
|              |              |              |
| Hazai 2023   |              |              |

| Csapatszínek    | Csapatszínek | Csapatszínek |
| Csapatszínek    |              |              |
| Csapatszínek    |              |              |
|                 |              |              |
| Idegenbeli 2023 |              |              |

| Csapatszínek | Csapatszínek | Csapatszínek |
| Csapatszínek |              |              |
| Csapatszínek |              |              |
|              |              |              |
| Hazai 2024–  |              |              |

| Csapatszínek     | Csapatszínek | Csapatszínek |
| Csapatszínek     |              |              |
| Csapatszínek     |              |              |
|                  |              |              |
| Idegenbeli 2024– |              |              |

## Játékosok

### Játékoskeret
A magyar válogatott kerete a 2025. június 6-i Svédország elleni hazai (0–2), illetve a június 10-i Azerbajdzsán elleni idegenbeli (2–1) felkészülési találkozókra.
Az adatok a mérkőzések utáni állapotnak megfelelőek.
| No. | P. | Név                | Születési dátum (Kor)         | Vál. | Gól. | Jelenlegi klub                   | Bemutatkozó mérkőzés                      |
| --- | -- | ------------------ | ----------------------------- | ---- | ---- | -------------------------------- | ----------------------------------------- |
| 1   | K  | Dibusz Dénes       | 1990. november 16. (34 éves)  | 44   | 0    | Ferencváros                      | 2014. október 14-én Feröer ellen.         |
| 12  | K  | Tóth Balázs        | 1997. szeptember 4. (27 éves) | 1    | 0    | Blackburn Rovers (II. o)         | 2025. június 10-én Azerbajdzsán ellen.    |
| 22  | K  | Szappanos Péter    | 1990. november 14. (34 éves)  | 2    | 0    | Paks (kölcsönben az El-Fatehtől) | 2022. november 20-án Görögország ellen.   |
|     |    |                    |                               |      |      |                                  |                                           |
| 2   | V  | Osváth Attila      | 1995. december 10. (29 éves)  | 2    | 0    | Paks                             | 2025. március 20-án Törökország ellen.    |
| 3   | V  | Balogh Botond      | 2002. június 6. (23 éves)     | 8    | 0    | Parma                            | 2021. november 12-én San Marino ellen.    |
| 4   | V  | Mocsi Attila       | 2000. május 29. (25 éves)     | 1    | 0    | Rizespor                         | 2024. március 26-án Koszovó ellen.        |
| 5   | V  | Szalai Gábor       | 2000. június 9. (25 éves)     | 1    | 0    | Ferencváros                      | 2025. június 6-án Svédország ellen.       |
| 6   | V  | Willi Orbán        | 1992. november 3. (32 éves)   | 58   | 6    | RB Leipzig                       | 2018. október 12-én Görögország ellen.    |
| 7   | V  | Loïc Nego          | 1991. január 15. (34 éves)    | 42   | 2    | Le Havre                         | 2020. október 8-án Bulgária ellen.        |
| 14  | V  | Bolla Bendegúz     | 1999. november 22. (25 éves)  | 28   | 0    | Rapid Wien                       | 2021. június 4-én Ciprus ellen.           |
| 15  | V  | Dárdai Márton      | 2002. február 12. (23 éves)   | 15   | 0    | Hertha BSC (II. o.)              | 2024. március 22-én Törökország ellen.    |
|     |    |                    |                               |      |      |                                  |                                           |
| 8   | KP | Nikitscher Tamás   | 1999. november 3. (25 éves)   | 9    | 0    | Real Valladolid                  | 2024. szeptember 7-én Németország ellen.  |
| 10  | KP | Szoboszlai Dominik | 2000. október 25. (24 éves)   | 55   | 16   | Liverpool                        | 2019. március 21-én Szlovákia ellen.      |
| 13  | KP | Schäfer András     | 1999. április 13. (26 éves)   | 37   | 4    | Union Berlin                     | 2020. szeptember 3-án Törökország ellen.  |
| 16  | KP | Gazdag Dániel      | 1996. március 2. (29 éves)    | 30   | 4    | Columbus Crew                    | 2019. szeptember 5-én Montenegró ellen.   |
| 17  | KP | Callum Styles      | 2000. március 28. (25 éves)   | 24   | 0    | West Bromwich Albion (II. o.)    | 2022. március 24-én Szerbia ellen.        |
| 18  | KP | Nagy Zsolt         | 1993. május 25. (32 éves)     | 31   | 3    | Puskás Akadémia                  | 2019. november 15-én Uruguay ellen.       |
| 21  | KP | Tóth Alex          | 2005. október 23. (19 éves)   | 3    | 0    | Ferencváros                      | 2025. március 23-án Törökország ellen.    |
| 24  | KP | Dárdai Bence       | 2006. január 24. (19 éves)    | 3    | 0    | VfL Wolfsburg                    | 2025. március 23-án Törökország ellen.    |
| 25  | KP | Csongvai Áron      | 2000. október 31. (24 éves)   | 2    | 0    | AIK                              | 2025. június 6-án Svédország ellen.       |
| 26  | KP | Vitális Milán      | 2002. január 28. (23 éves)    | 0    | 0    | Győri ETO (kölcsönben a DAC-tól) |                                           |
|     |    |                    |                               |      |      |                                  |                                           |
| 19  | CS | Varga Barnabás     | 1994. október 25. (30 éves)   | 23   | 8    | Ferencváros                      | 2023. március 27-én Bulgária ellen.       |
| 20  | CS | Sallai Roland      | 1997. május 22. (28 éves)     | 60   | 14   | Galatasaray                      | 2016. május 20-án Elefántcsontpart ellen. |
| 23  | CS | Csoboth Kevin      | 2000. június 20. (25 éves)    | 19   | 1    | St. Gallen                       | 2023. március 23-án Észtország ellen.     |

### A bő keret tagjai
A következő játékosok tagjai voltak az elmúlt 12 hónap mérkőzéseire kijelölt kereteknek.
| Név                 | Születési dátum (Kor)          | Vál. | Gól. | Jelenlegi klub                                  | Bemutatkozó mérkőzés                           |
| ------------------- | ------------------------------ | ---- | ---- | ----------------------------------------------- | ---------------------------------------------- |
| Demjén Patrik       | 1998. március 22. (27 éves)    | 0    | 0    | MTK Budapest                                    |                                                |
| Gulácsi Péter       | 1990. május 6. (35 éves)       | 58   | 0    | RB Leipzig                                      | 2014. május 22-én Dánia ellen.                 |
| Hegyi Krisztián     | 2002. szeptember 24. (22 éves) | 0    | 0    | Debreceni VSC (kölcsönben a West Ham Unitedtől) |                                                |
|                     |                                |      |      |                                                 |                                                |
| Botka Endre         | 1994. augusztus 25. (30 éves)  | 30   | 1    | Kecskeméti TE (kölcsönben a Ferencvárostól)     | 2016. november 15-én Svédország ellen.         |
| Fiola Attila        | 1990. február 17. (35 éves)    | 64   | 2    | Újpest                                          | 2014. október 14-én Feröer ellen.              |
| Gergényi Bence      | 1998. március 16. (27 éves)    | 0    | 0    | Újpest                                          |                                                |
| Kerkez Milos        | 2003. november 7. (21 éves)    | 23   | 0    | Bournemouth                                     | 2022. szeptember 23-án Németország ellen.      |
| Lang Ádám           | 1993. január 17. (32 éves)     | 70   | 2    | Debreceni VSC                                   | 2014. május 22-én Dánia ellen.                 |
| Szalai Attila       | 1998. január 20. (27 éves)     | 47   | 1    | Standard Liège (kölcsönben a Hoffenheimtől)     | 2019. november 15-én Uruguay ellen.            |
| Szűcs Kornél        | 2001. szeptember 24. (23 éves) | 1    | 0    | Plymouth Argyle (II. o.)                        | 2024. október 14-én Bosznia-Hercegovina ellen. |
| Yaakobishvili Antal | 2004. július 12. (21 éves)     | 0    | 0    | Girona                                          |                                                |
|                     |                                |      |      |                                                 |                                                |
| Dárdai Palkó        | 1999. április 24. (26 éves)    | 1    | 0    | Hertha BSC (II. o.)                             | 2022. november 20-án Görögország ellen.        |
| Gera Dániel         | 1995. augusztus 29. (29 éves)  | 4    | 0    | Diósgyőri VTK                                   | 2024. október 11-én Hollandia ellen.           |
| Horváth Krisztofer  | 2002. január 8. (23 éves)      | 2    | 0    | Újpest                                          | 2023. szeptember 10-én Csehország ellen.       |
| Kata Mihály         | 2002. április 13. (23 éves)    | 5    | 0    | MTK Budapest                                    | 2023. szeptember 7-én Szerbia ellen.           |
| Kleinheisler László | 1994. április 8. (31 éves)     | 53   | 3    | Grazer AK                                       | 2015. november 12-én Norvégia ellen.           |
| Nagy Ádám           | 1995. június 17. (30 éves)     | 88   | 2    | Spezia (II. o.)                                 | 2015. szeptember 7-én Észak-Írország ellen.    |
| Schön Szabolcs      | 2000. szeptember 27. (24 éves) | 9    | 0    | Bolton Wanderers (III. o.)                      | 2021. június 8-án Írország ellen.              |
| Vas Gábor           | 2003. augusztus 29. (21 éves)  | 0    | 0    | Paks                                            |                                                |
| Vécsei Bálint       | 1993. július 13. (32 éves)     | 13   | 2    | Paks                                            | 2014. június 4-én Albánia ellen.               |
|                     |                                |      |      |                                                 |                                                |
| Ádám Martin         | 1994. november 6. (30 éves)    | 28   | 3    | Paks                                            | 2022. március 24-én Szerbia ellen.             |
| Gruber Zsombor      | 2004. szeptember 7. (20 éves)  | 1    | 0    | MTK Budapest (kölcsönben a Ferencvárostól)      | 2024. november 19-én Németország ellen.        |
| Szabó Levente       | 1999. június 6. (26 éves)      | 2    | 0    | Eintracht Braunschweig (II. o.)                 | 2024. november 16-án Hollandia ellen.          |

Frissítve: 2025. június 11-én.

## A válogatott stábja
| Szövetségi kapitány    | Marco Rossi       |
| Másodedző              | Cosimo Inguscio   |
| Másodedző              | Szalai Ádám       |
| Videoelemző            | Beregi István     |
| Kapusedző              | Kövesfalvi István |
| Erőnléti edző          | Schuth Gábor      |
| Erőnléti edző          | Szigeti György    |
| Fizioterapeuta         | Makkai Ádám       |
| Fizioterapeuta         | Halmai Tamás      |
| Fizioterapeuta         | Fehér József      |
| Fizioterapeuta         | Végh Barnabás     |
| Csapatorvos            | dr. Szilas Ádám   |
| Szerelés felelős       | Hegyesi László    |
| Szerelés felelős       | Szabó László      |
| Sajtófőnök             | Szabó Gergő       |
| Csapatmenedzser        | Tömő Attila       |
| Social media menedzser | Herendi Dániel    |

## Legendás játékosok
| - Albert Flórián - Avar István - Bálint László - Bene Ferenc - Bíró Sándor - Blum Zoltán - Bognár György - Borbás Gáspár - Bozsik József - Budai László - Buzánszky Jenő - Czibor Zoltán - Cseh II László - Dalnoki Jenő - Dárdai Pál - Deák Ferenc - Détári Lajos |  | - Dunai Antal - Fehér Miklós - Farkas János - Fazekas László - Fenyvesi Máté - Fogl II Károly - Garaba Imre - Géczi István - Gera Zoltán - Göröcs János - Grosics Gyula - Halmai Gábor - Hidegkuti Nándor - Hirzer Ferenc - Illés Béla - Kalmár Jenő - Kertész II Vilmos |  | - Kiprich József - Király Gábor - Kocsis Sándor - Kohut Vilmos - Konrád II Kálmán - Kovács Kálmán - Kozma István - Kubala László - Lantos Mihály - Lázár Gyula - Lipcsei Péter - Lisztes Krisztián - Lóránt Gyula - Machos Ferenc - Mándi Gyula - Mátrai Sándor - Mészöly Kálmán |  | - Novák Dezső - Nyilasi Tibor - Orth György - Palotás Péter - Páncsics Miklós - Puskás Ferenc - Plattkó Ferenc - Rákosi Gyula - Róth Antal - Rumbold Gyula - Sallai Sándor - Sándor Károly - Sárosi György - Sárosi László - Schaffer Alfréd - Schlosser Imre - Sipos Ferenc |  | - Solymosi Ernő - Szabó Antal - Szusza Ferenc - Szűcs Lajos - Takács II József - Tichy Lajos - Titkos Pál - Toldi Géza - Tóth József - Törőcsik András - Turay József - Varga Zoltán - Vincze István - Zakariás József - Zsák Károly - Zsengellér Gyula |  |

| Legtöbbször pályára lépett játékosok | Legtöbbször pályára lépett játékosok | Legtöbbször pályára lépett játékosok | Legtöbbször pályára lépett játékosok |
| #                                    | Játékos                              | Vál.                                 | Időszak                              |
| ------------------------------------ | ------------------------------------ | ------------------------------------ | ------------------------------------ |
| 1.                                   | Dzsudzsák Balázs                     | 109                                  | 2007–2022                            |
| 2.                                   | Király Gábor                         | 108                                  | 1998–2016                            |
| 3.                                   | Bozsik József                        | 101                                  | 1947–1962                            |
| 4.                                   | Gera Zoltán                          | 97                                   | 2002–2017                            |
| 5.                                   | Juhász Roland                        | 95                                   | 2004–2016                            |
| 6.                                   | Fazekas László                       | 92                                   | 1968–1983                            |
| 7.                                   | Nagy Ádám                            | 88                                   | 2015–                                |
| 8.                                   | Szalai Ádám                          | 86                                   | 2009–2022                            |
| 8.                                   | Grosics Gyula                        | 86                                   | 1947–1962                            |
| 10.                                  | Puskás Ferenc                        | 85                                   | 1945–1956                            |
| 11.                                  | Garaba Imre                          | 82                                   | 1980–1991                            |
| 12.                                  | Mátrai Sándor                        | 81                                   | 1956–1967                            |
| 13.                                  | Vanczák Vilmos                       | 79                                   | 2004–2015                            |
| 14.                                  | Sipos Ferenc                         | 77                                   | 1957–1966                            |
| 15.                                  | Bálint László                        | 76                                   | 1972–1982                            |
| 15.                                  | Bene Ferenc                          | 76                                   | 1962–1979                            |
| 15.                                  | Dr. Fenyvesi Máté                    | 76                                   | 1954–1966                            |
| 18.                                  | Sándor Károly                        | 75                                   | 1949–1964                            |
| 18.                                  | Albert Flórián                       | 75                                   | 1959–1974                            |
| 20.                                  | Tichy Lajos                          | 72                                   | 1955–1971                            |
| 21.                                  | Kiprich József                       | 70                                   | 1984–1995                            |
| 21.                                  | Nyilasi Tibor                        | 70                                   | 1975–1985                            |
| 21.                                  | Lang Ádám                            | 70                                   | 2014–                                |
| 24.                                  | Hidegkúti Nándor                     | 69                                   | 1945–1958                            |
| 25.                                  | Kocsis Sándor                        | 68                                   | 1948–1956                            |
| 25.                                  | Schlosser Imre                       | 68                                   | 1906–1927                            |

| Legtöbb gólt szerző játékosok | Legtöbb gólt szerző játékosok | Legtöbb gólt szerző játékosok | Legtöbb gólt szerző játékosok |
| #                             | Játékos                       | Gól                           | Időszak                       |
| ----------------------------- | ----------------------------- | ----------------------------- | ----------------------------- |
| 1.                            | Puskás Ferenc                 | 84                            | 1945–1956                     |
| 2.                            | Kocsis Sándor                 | 75                            | 1948–1956                     |
| 3.                            | Schlosser Imre                | 59                            | 1906–1927                     |
| 4.                            | Tichy Lajos                   | 51                            | 1955–1964                     |
| 5.                            | Dr. Sárosi György             | 42                            | 1931–1943                     |
| 6.                            | Hidegkuti Nándor              | 39                            | 1945–1958                     |
| 7.                            | Bene Ferenc                   | 36                            | 1962–1979                     |
| 8.                            | Nyilasi Tibor                 | 32                            | 1975–1985                     |
| 9.                            | Zsengellér Gyula              | 32                            | 1936–1947                     |
| 10.                           | Albert Flórián                | 31                            | 1959–1974                     |
| 11.                           | Deák Ferenc                   | 29                            | 1946–1949                     |
| 12.                           | Kiprich József                | 28                            | 1985–1995                     |
| 13.                           | Sándor Károly                 | 27                            | 1951–1963                     |
| 14.                           | Takács II József              | 27                            | 1924–1930                     |
| 15.                           | Toldi Géza                    | 27                            | 1929–1940                     |
| 16.                           | Gera Zoltán                   | 26                            | 2002–2017                     |
| 16.                           | Szalai Ádám                   | 26                            | 2009–2022                     |
| 18.                           | Avar István                   | 24                            | 1929–1934                     |
| 18.                           | Fazekas László                | 24                            | 1969–1983                     |
| 20.                           | Pataki Mihály                 | 21                            | 1912–1922                     |
| 20.                           | Dzsudzsák Balázs              | 21                            | 2007–2022                     |
| 22.                           | Farkas János                  | 19                            | 1965–1969                     |
| 22.                           | Göröcs János                  | 19                            | 1958–1968                     |
| 22.                           | Kovács Kálmán                 | 19                            | 1985–1992                     |
| 25.                           | Bodnár Sándor                 | 18                            | 1910–1916                     |
| 25.                           | Szusza Ferenc                 | 18                            | 1942–1956                     |
| 25.                           | Palotás Péter                 | 18                            | 1950–1956                     |

- Frissítve: 2024. november 16.

## Szövetségi kapitányok
A szövetségi kapitány jelenleg Marco Rossi. A legtöbb mérkőzésen Baróti Lajos ült a kispadon, két időszak alatt összesen 117-szer. Szintén ő irányította a csapatot a legtöbb nagy tornán (1958, 1962, 1966 és 1978 vb, 1964 Eb). Tíz kapitányt neveztek ki több alkalommal is, legtöbbször Minder Frigyest (négyszer). A legalább tíz mérkőzésen szereplő kapitányok közül a legsikeresebb az Aranycsapat edzője, Sebes Gusztáv volt, az ő vezetésével a válogatott mérkőzéseinek 74,2%-át megnyerte. A legnagyobb sikert, a világbajnoki ezüstérmet Dietz Károly (1938) és Sebes Gusztáv (1954) vezetésével érte el a válogatott.

## Stadionok
Hazai létesítmények, ahol a magyar csapat pályára lépett.
| - Budapest - Millenáris Sportpálya (1906-1911) - Margitszigeti Sportpálya (1903) - Albert Flórián Stadion (1984, 1987, 1990, 1992-1993, 1997-2003) - Groupama Aréna (2014-2019) - Hungária körút, most Hidegkuti Nándor Stadion (1990) - Megyeri út, most Szusza Ferenc Stadion (2001-2008, 2010, 2021) - Népstadion, most Puskás Ferenc Stadion (1953-1973, 1975-2014) - Fáy utca, most Illovszky Rudolf Stadion (1990, 1995, 2000) - Puskás Aréna (2019- ) |  | - Más városok - Nagyerdei stadion, Debrecen (1949, 1979, 2014, 2015, 2024) - ZTE Aréna, Zalaegerszeg (1974, 2004, 2008) - Sóstói Stadion, Székesfehérvár (1974, 1984, 1991, 2006-2007, 2010) - Tiszaligeti stadion, Szolnok (1974) - Rohonci úti stadion, Szombathely (1975, 1991, 1994) - Városi stadion, Nyíregyháza (1979, 1992, 1998) - ETO-Park, Győr (2010, 2012-2014) - Bányász-stadion, Siófok (1995-1997) - Oláh Gábor utcai stadion, Debrecen (2000, 2002) - PMFC Stadion, Pécs (2002) - DVTK-stadion, Miskolc, (Olimpiai válogatott) (1979) |  |